# Léo de Laborde
Pour les articles homonymes, voir Laborde.
Léo de Laborde est un homme politique français né le 28 avril 1805 à Valence (Drôme) et mort le 15 décembre 1874 à Avignon (Vaucluse).

## Biographie
Ardent légitimiste, il combattit vivement le gouvernement de Louis-Philippe et eut en 1848 un duel par arme à feu, avec Alphonse Gent, au cours duquel il blessa ce dernier.
Le 13 mai 1849, il est élu à l'Assemblée législative par les royalistes de Vaucluse comme député, dans les rangs légitimistes.
Candidat d'opposition légitimiste au Corps législatif, il échoue à sa réélection en 1852.
Il épousa Joséphine-Charlotte de Vauldry, veuve du vicomte de Clermont-Mont-Saint-Jean (fils du marquis Jacques de Clermont-Mont-Saint-Jean).

## Publications
- Note à consulter à propos des circulaires de M. Martin (du Nord) (1841)

## À voir aussi